# 1759
Перша наукова революція •  Просвітництво • Глухівський період в історії Гетьманщини •  Російська імперія

## Геополітична ситуація
Султаном Османської імперії є Мустафа III (до 1774). Під владою османів перебувають Близький Схід та Єгипет, Середземноморське узбережжя Північної Африки, частина Закавказзя, значні території в Європі: Греція, Болгарія і Сербія. Васалами османів є Волоське та Молдавське князівства.
Священна Римська імперія охоплює крім німецьких земель Угорщину з Хорватією, Трансильванію, Богемію, Північ Італії, Австрійські Нідерланди. Її імператор — Франц I (до 1765). Марія-Терезія має титул королеви Угорщини. Королем Пруссії є Фрідріх II (до 1786).
У Франції править Людовик XV (до 1774). Франція має колонії в Північній Америці та Індії. В Іспанії короля Фернандо VI змінив Карл III (до 1788). Королівству Іспанія належать південь Італії, Нова Іспанія, Нова Гранада та Віце-королівство Перу в Америці, Філіппіни. В Португалії королює Жозе I (до 1777). Португалія має володіння в Бразилії, в Африці, в Індії, в Індійському океані й Індонезії.
Північ Нідерландів займає Республіка Об'єднаних провінцій. Вона має колонії в Північній Америці, Індонезії, на Формозі та на Цейлоні. Великою Британією править Георг II (до 1760). Британія має колонії в Північній Америці, на Карибах та в Індії. Король Данії та Норвегії — Фредерік V (до 1766), на шведському троні сидить Адольф Фредерік (до 1771). На Апеннінському півострові незалежні Венеційська республіка та Папська область. У Речі Посполитій королює Август III Фрідріх (до 1763). На троні Російської імперії сидить Єлизавета Петрівна (до 1761).
Україну розділено по Дніпру між Річчю Посполитою та Російською імперією. Гетьман України — Кирило Розумовський. Нова Січ є пристанищем козаків. Існує Кримське ханство, якому підвласна Ногайська орда.
В Ірані фактично править династія Зандів при номінальному правлінні сефевіда Ісмаїла III. Значними державами Індостану є Імперія Великих Моголів, Імперія Маратха. Зростає могутність Британської Ост-Індійської компанії. У Китаї править Династія Цін. В Японії триває період Едо.

## Події
Вирішальний рік у Семирічній війні, на його початку очікувалася висадка 100 тисячної французької армії в Британії, яка так і не відбулася, у цьому році Британія одержала ряд перемог і перевагу на всіх фронтах війни з Францією.

### В Україні
- Утворено Македонський гусарський полк та Болгарський гусарський полк.

### У світі
- Семирічна війна:
  - 13 квітня відбулася битва біля Бергена, в якій французи здобули перемогу над прусськими військами.
  - 1 травня англійці захопили Гваделупу
  - 23 липня біля селища Пальциг (нині Палєк) російська армія генерала П. С. Салтикова розбила прусський корпус генерала К. Г.фон Веделя.
  - 31 липня — Битва біля Монморансі
  - 1 серпня у бою біля Міндена англо-ганноверські сили завдали поразки французам.
  - 12 серпня відбулася одна з найкровопролитніших битв війни: біля селища Кунерсдорф (тепер Куньовіце) російські та австрійські війська генерала П. С. Салтикова вщент розгромили прусську армію Фрідріха II, і Пруссія опинилась на межі катастрофи.
  - 19 серпня британський флот завдав поразки французькому битві біля Лагуша (узбережжя Португалії).
  - 13 вересня англійці здобули перемогу над французами в Битві на Полях Абраама і захопили Квебек.
  - 20 листопада у бухті Кіберон біля берегів Бретані британський флот завдав поразки французькому. Після цього Франція вже ніколи не змогла виставити боєздатний флот.
  - 21 листопада відбулася битва біля Максена, в якій австрійці відрізали й змусили здатися частину прусської армії.
- Королем Іспанії став Карл III. Заради іспанського трону він відмовився від корон Неаполя та Сицилії, які перейшли до його третього сина Фердинанда IV.
- 17 грудня указом Маркіза де Помбала єзуїтів вигнали з Португалії.
- Ахмед-шах Абдалі захопив Делі.
- Відбулося вбивство могольського падишаха Аламгіра II. Його наступник, Шах Джахан III став маріонетковим правителем.

### Наука та культура
- У січні Вольтер опублікував «Кандид, чи Оптимізм» одразу в п'яти країнах
- 15 січня публічно відкрито Британський музей, разом із читальнею його бібліотеки
- 13 березня пройшла перигелій комета Галлея, названа у цьому ж році на честь Едмонда Галлея Ніколя Лакайлем
- 1 травня Джозайя Веджвуд заснував виробництво порцеляни Веджвуд у Лондоні
- 3 вересня бреве Папи Климента XIII занесло «Енциклопедію» Дідро до Індексу заборонених книг.
- Засновано колонію Аасіат у Гренландії
- У Дубліні почалося виробництво Гіннессу.
- Курфюрст Баварії Максиміліан III відкриває Баварську академію наук
- Відкрилася Туринська обсерваторія.
- Засновані Королівські ботанічні сади в К'ю в Лондоні.
- Вийшов 2-ий том 10-го видання Системи природи Карла Ліннея.
- Почалося будівництво каналу Бриджвотер (англ. Bridgewater Canal)
- Побудовано маяк Смітона (англ. Smeaton's Tower)
- Анжелік де Кудре опублікувала книгу «Мистецтво акушерства».

### Катастрофи
- 22 грудня — землетрус у Каттегаті у 5 балів[1][2][3]
- 29 вересня — початок виверження вулкана Хорульо (ісп. El Jorullo) в Мексиці
- 30 жовтня і 25 листопада, землетруси у 6 і 7 балів у долині Бекаа, які принесли значні пошкодження і людські жертви у містах Цфат, Дамаск, Бейрут і Баальбек[4]
- 24 листопада — виверження Везувію

## Народились
див. також Категорія:Народились 1759
- 25 січня — Роберт Бернс, шотландський поет, фольклорист
- 26 жовтня — Жорж Жак Дантон
- 10 листопада — Йоганн-Фрідріх Шиллер, німецький поет і драматург

## Померли
див. також Категорія:Померли 1759
- 14 квітня — Георг Фрідріх Гендель